# Albion (Nebraska)
Albion es una ciudad ubicada en el condado de Boone en el estado estadounidense de Nebraska. En el Censo de 2010 tenía una población de 1650 habitantes y una densidad poblacional de 646,11 personas por km².

## Geografía
Albion se encuentra ubicada en las coordenadas 41°41′16″N 97°59′54″O / 41.68778, -97.99833. Según la Oficina del Censo de los Estados Unidos, Albion tiene una superficie total de 2.55 km², de la cual 2.55 km² corresponden a tierra firme y (0%) 0 km² es agua.

## Demografía
Según el censo de 2010, había 1650 personas residiendo en Albion. La densidad de población era de 646,11 hab./km². De los 1650 habitantes, Albion estaba compuesto por el 98.36% blancos, el 0.24% eran afroamericanos, el 0.48% eran amerindios, el 0.24% eran asiáticos, el 0.06% eran isleños del Pacífico, el 0.24% eran de otras razas y el 0.36% pertenecían a dos o más razas. Del total de la población el 1.76% eran hispanos o latinos de cualquier raza.